# Hippolyte de Villemessant

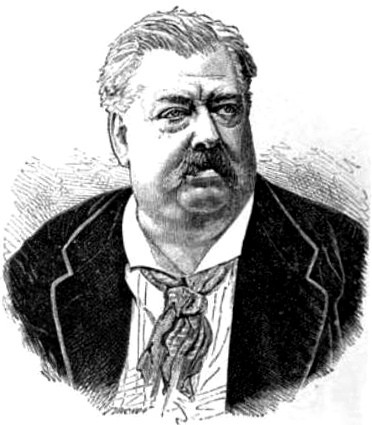
Hippolyte de Villemessant

Jean Hippolyte Auguste Delaunay de Villemessant (* 22. April 1810 in Rouen; † 12. April 1879 in Monte-Carlo) war ein französischer Journalist.

## Leben
Hippolyte de Villemessant war ein leiblicher Sohn des Oberst Pierre Cartier und der Augustine Louise Renée Françoise de Launay de Villemessant. Bis zu seinem 14. Lebensjahr führte er den Namen seines Vaters, danach nahm er den Namen seiner Mutter an. Im Juni 1831 verheiratete er sich mit Madeleine Briard. In Blois eröffnete er ein Geschäft für Seidenwaren und Bänder, das bald in Konkurs geriet. Danach arbeitete er als Inspektor einer Versicherungsgesellschaft in Tours, dann in Nantes.
1839 begab sich Villemessant nach Paris, um sich dem Journalismus zu widmen. Sein Wochenmagazin für Mode, Literatur, Theater und Musik, La Sylphide, ging nach der zweiten Konkurserklärung ein. Er pachtete 1844 unter dem Namen seiner Großmutter Louise de Saint-Loup das Modefeuilleton der Presse, das er bis 1848 redigierte. Nach der Februarrevolution 1848 verband er sich mit den Legitimisten, deren Interessen er von 1848 bis 1850 in den mit Calonne und Boyer nacheinander begründeten Journalen Le Lampion, La Bouche de fer und La Chronique de Paris verfocht. Diese Blätter wurden rasch unterdrückt.
Seit April 1854 gab Villemessant, von seinen Schwiegersöhnen Gustave Bourdin und Benoît Jouvin unterstützt, Le Figaro heraus, zunächst als zweimal wöchentlich erscheinende Zeitschrift, die sofort einen großen Erfolg erzielte und unter seiner geschickten Leitung das meistgelesene Blatt wurde. Nachdem seine im November 1865 gegründete Tageszeitung Événement ein Jahr später unterdrückt worden war, erschien seit 1866 Le Figaro als politische Tageszeitung. Deren Leitung hatte er bis 1875 inne und gab sie dann an Francis Magnard ab.
In den Mémoires d’un journaliste (6 Bde., 1867–78) erzählte Villemessant seine eigenen Schicksale. Seine Wohltätigkeit gegen arme Kollegen wurde gerühmt. Er starb am 12. April 1879 kurz vor Vollendung seines 69. Lebensjahres auf seinem Gut in Monte Carlo.